# Louis Ré-Dowé
Anguilè Ré-Dowé dit le « Roi Louis » est un chef mpongwè du clan Aguékaza y'Anwondo ayant régné au XIXe siècle.

## Biographie
Sa date de naissance n’est pas connue avec précision. Il est né dans le village d'Okolo (aujourd'hui Sainte-Marie). Sa mère serait une femme Aguékaza donnée en mariage à un homme Agungu mais rappelée par son clan alors qu’elle était enceinte. Il aurait alors été adopté par le roi R’Ogayoni, un souverain mpongwè du clan Aguékaza. À la mort de leur père, son frère aîné, Ré-Ndimba renonce au pouvoir à son profit. Ré-Dowé accède donc à l'éka.
Il aurait embarqué sur un navire français et navigué jusqu’en France durant sa jeunesse comme il était coutume de faire pour certains habitants de l’Estuaire du Komo à cette époque.
Il est connu pour avoir signé le 18 mars 1842 un traité qui permit aux Français de s’établir sur la rive droite de l’Estuaire alors que le commandant Bouët-Willaumez voulait quitter la rive droite, impropre à une installation durable. Il cède donc par ce traité la souveraineté sur son territoire au Roi des Français. Contrairement au traité de 1839, signé avec le roi Denis, ce traité passé avec le roi Louis mentionne un transfert de souveraineté et stipule que les Français seront désormais les seuls à pouvoir arborer pavillon sur ce territoire. C’est donc un événement crucial dans la conquête française du Gabon. L’année suivante, les Français s’établissent rive droite et fondent le Fort D’Aumale. Ré-Dowé installe son nouveau village au nord d'Okolo
Il meurt en 1867 et est enterré dans son village, à proximité de sa case. Une tombe en ciment sera élevée en 1946 par ses arrière-petits enfants.

## Postérité
Dès le XIXe siècle, le village de Ré-Dowé est appelé "Louis". Avec le développement de Libreville, le village devient le quartier Louis, connu pour ses bars et ses discothèques. Une voie du quartier, la montée Louis porte également son nom. 